# Троице-Кочки
Троице-Кочки — деревня в Кимрском районе Тверской области, входит в состав Маловасилевского сельского поселения.

## География
Деревня расположена на берегу реки Малая Пудица, с севера примыкает к центру поселения деревне Малое Василево и находится в 22 км на северо-запад от города Кимры.

## История

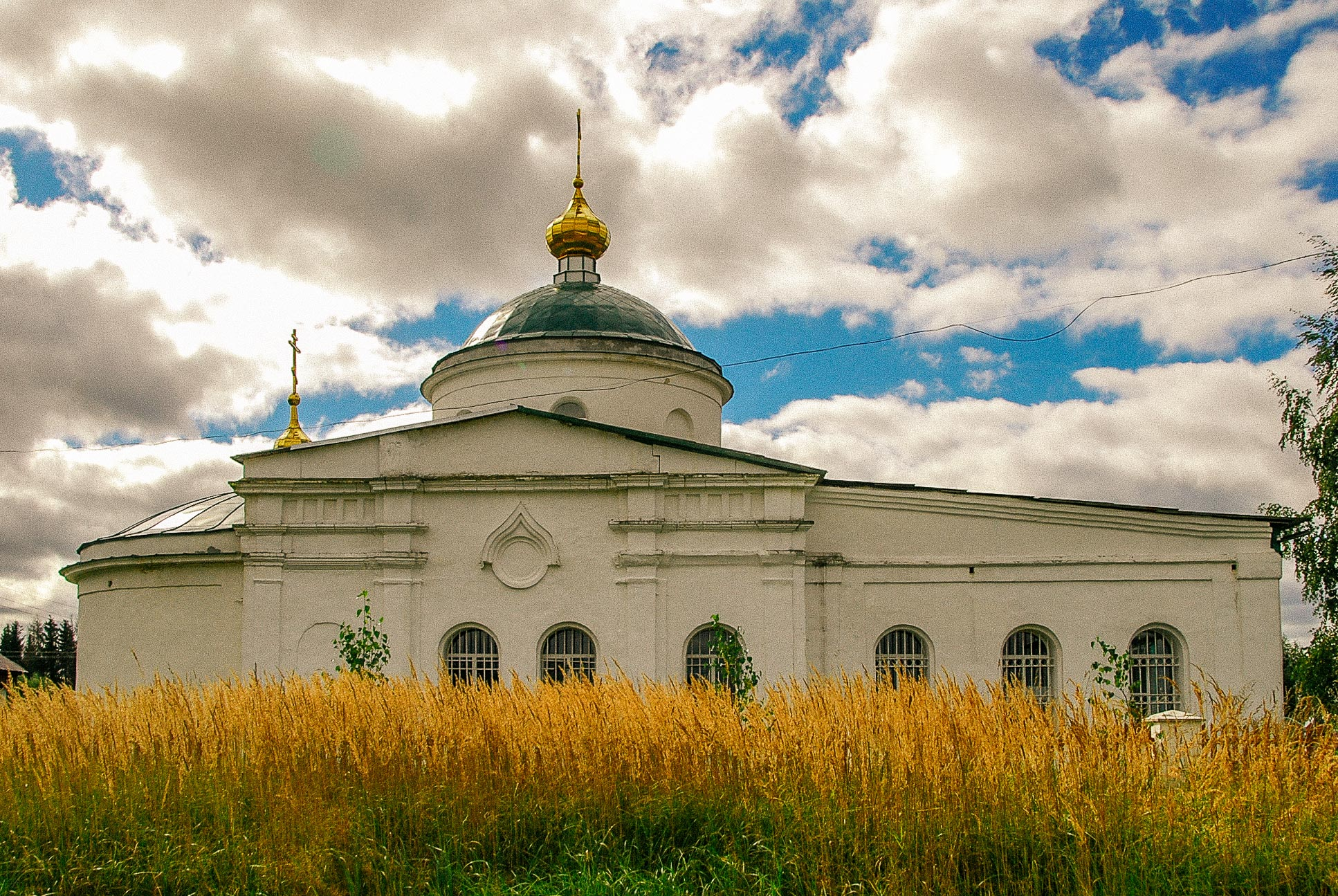
Церковь Троицы Живоначальной. 2018 год

В 1814 году в Троицком погосте была построена каменная Троицкая церковь с 3 престолами, в 1832 году построена каменная Никольская церковь с 3 престолами, метрические книги с 1780 года. 
В конце XIX — начале XX века село Троицкое в Деревнях входило в состав Ильинской волости Корчевского уезда Тверской губернии. 
С 1929 года деревня Троицке-Кочки входила в состав Маловасилевского сельсовета Кимрского района Кимрского округа Московской области, с 1935 года — в составе Калининской области, с 1994 года — в составе Маловасилевского сельского округа, с 2005 года — в составе Маловасилевского сельского поселения.

## Население
| 1859 | 2002 | 2010 |
| ---- | ---- | ---- |
| 44   | ↘12  | ↘11  |

## Достопримечательности
В деревне расположена действующая Церковь Троицы Живоначальной (1814).